# BESYS
BESYS (Bell Operating System)はコンピュータ黎明期の1957年にIBM 704用のバッチ処理環境としてベル研究所が開発したオペレーティングシステム(OS)。 

## 概要
704はCPUが高速であったのに対し、接続中の作表機(パンチカードを読んだり集計したりする装置の総称)が遅くてボトルネックとなり、また人手による操作は原理的に早くならないのにマシンを占有されてしまうことから、この大幅なギャップを埋めるべくベル研究所が開発したシステム。  
システムの設計目標は次のようなものだった。 
- ハードウェアの有効活用、ノンストップオペレーション。
- 作表機データのオフラインスプーリングによる効率的なバッチ処理とテープ間操作。
- 制御カードの導入によりオペレーターの介入を必要最小限に抑える。
- 入出力機能、システム制御機能、その他のライブラリをユーザープログラムに提供。
- デバッグ用のコアダンプ機能。
- IBM 650との互換性[1]。

BESYS-1の初期バージョンは1957年10月16日まで使用された。ビクター・ヴィソツキによる監修の下、ジョージ・ミーリとグウェン・ハンセンがワンダ・リー・マンメルと共に、IBMのFORTRANやユナイテッド・エアクラフトのSAPを使って開発した。パンチカードで入力された大量のジョブを効率よく処理し、プリンターやパンチカードでの出力に適した形で結果を生成するよう設計された。またこのシステムは磁気テープや磁気ディスクといった外部記憶装置にも対応していた。パンチカードやプリンタで出力したデータは、コンピュータには直接接続していない電子作表機やIBM 1401コンピュータでオフライン処理するのが一般的で、後に周辺コンピュータを直結して処理するようになった。 
ベル研究所で最初に実際に運用されたシステムはBESYS-2だった。システムは磁気テープに保存され、メモリの下位64ワード(1ワード36ビット)と上位4Kワードに常駐した。上位4Kワードはモニタープログラムの常駐部本体が保持され、部分的に磁気ドラムへスワップでき、ユーザープログラムが必要に応じて追加のメモリコアを利用できるようスペースを開けられるようになっていた。 
「BESYSは便利な入出力機能と統合的なディスク記憶装置のファイル管理ができる高度なソフトウェアパッケージだった。」 

## 社内用システム
BESYSは10年以上に渡りベル研究所の様々な部門で広く使用された。ユーザーグループのSHAREを通じてベル研究所以外の外部組織へも無料・無サポートで提供された。 

## BESYSのバージョン
BESYSはIBM 709Xシリーズのアップグレードに応じてBESYS-3 (1960)、BESYS-4 (1962)、BESYS-5 (1963)、BESYS-7 (1964)、BE90 (1968)などのバージョンがあった。ベル研究所の各ラボがIBM System/360を導入したことでBESYSの開発は終了した。BESYS開発プロジェクトは全期間を通じてジョージ・ボールドウィンが責任者だった。 